# Ciénega de Flores
Ciénega de Flores ist eine Stadt (ciudad) und Gemeinde (municipio) im mexikanischen Bundesstaat Nuevo León.

## Geografie
Der Ort liegt nördlich von Municipio General Zuazua und dem Flughafen Monterrey. Im Osten befindet sich Cerralvo.

## Geschichte und Kultur

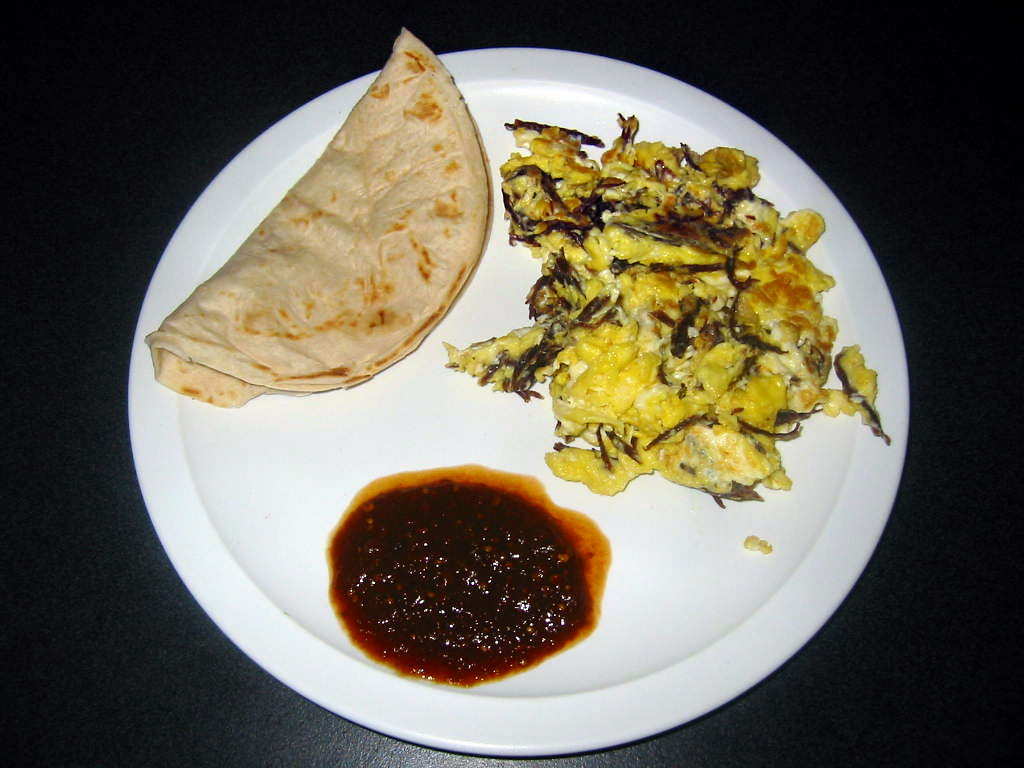
Machacado con huevo

Bereits im 17. Jahrhundert war der Ort unter dem Namen Valle de Carrizal besiedelt. 1863 wurde dei Stadt Ciénega de Flores (wörtlich: Sumpf von Blumen) gegründet, wobei Flores jedoch den Eigentümer des hiesigen Sumpfes Don Pedro Flores beschreibt.
Der Bau der Autobahn nördlich von Monterrey ab 1926 machte die lokale Spezialität machacado con huevo, einem Rührei mit gedörrtem Rindfleisch, überregional bekannt.

## Persönlichkeiten
- Leopoldo González Sáenz (1924–2013), Politiker

## Städtepartnerschaft
Es besteht eine Partnerschaft zu Laredo,  Texas, USA.